# Pierre Janet

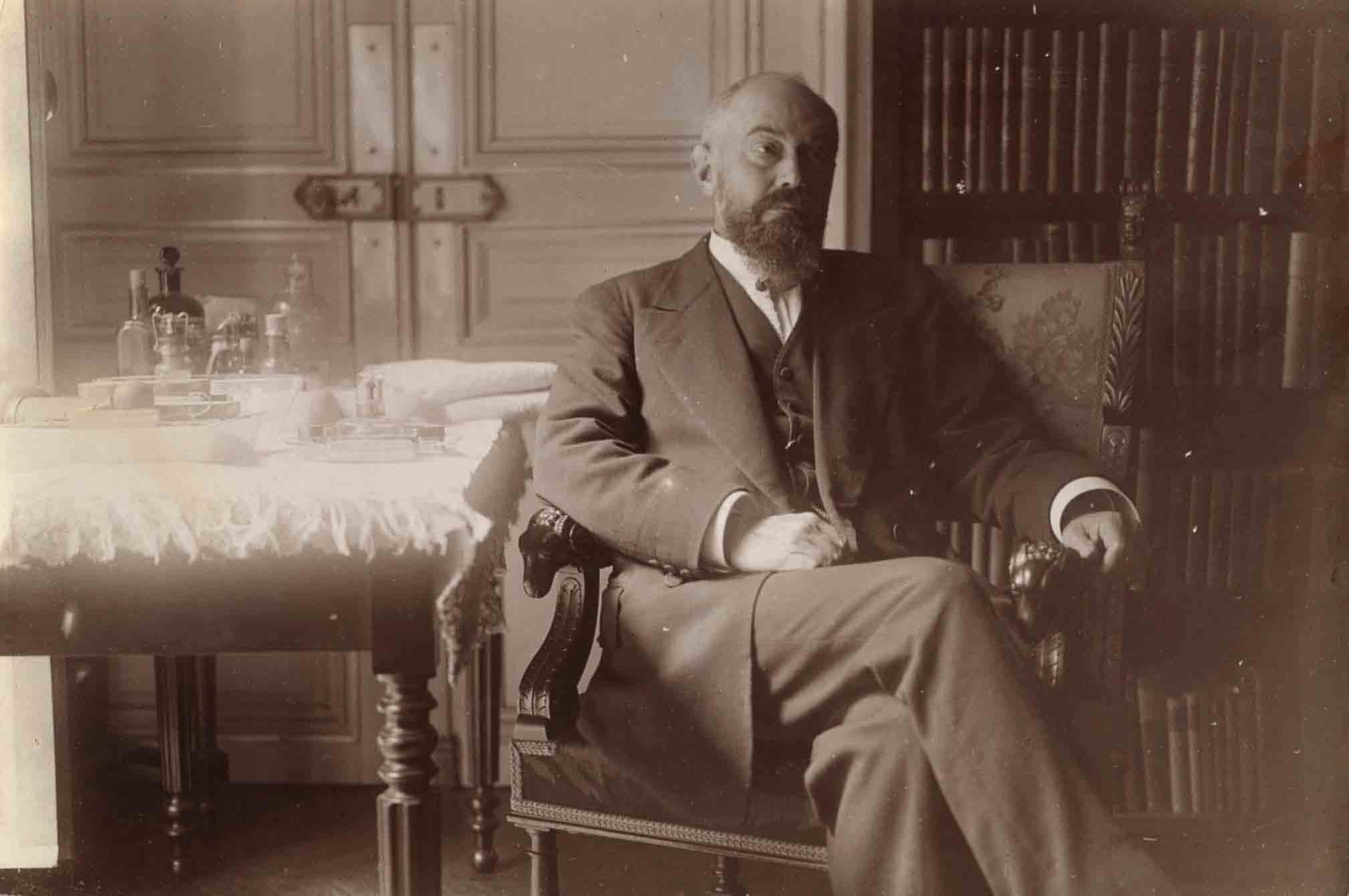
Pierre Janet

Pierre Marie Félix Janet (ur. 30 maja 1859 w Paryżu, zm. 24 lutego 1947 tamże) – francuski lekarz neurolog i psycholog, pionier w dziedzinie badania pamięci pourazowej. Bratanek filozofa Paula Janeta.

## Życiorys
Studiował u Jeana Martina Charcot w szpitalu Salpêtrière. W latach 1889–1898 był dyrektorem laboratorium psychologii patologicznej w klinice szpitalu Salpêtrière w Paryżu. Od 1902 wykładał psychologię w Collège de France. W 1904 został współzałożycielem „Journal de Psychologie Normale et Pathologique”. Był członkiem Akademii Francuskiej. 
W swych pracach opisał psychastenię i jako pierwszy zwrócił uwagę na istnienie elementów nieświadomych w psychice człowieka. Zajmował się psychopatologią, a zwłaszcza nerwicami. Badał histerię i leczył ją za pomocą hipnozy.

## Wybrane prace
- L'automatisme psychologique (1889)
- Etat mental des hysteriques (1893)
- Nervoses et idees fixes (1898)
- Les obsessions et la psychosthénie (1903).